# Рудольф Паєрлс
Рудольф Ернст Паєрлс (англ. Rudolf Ernst Peierls; 5 червня 1907, Берлін — 19 вересня 1995, Оксфорд) — англійський фізик-теоретик німецького походження. Член Лондонського королівського товариства (1945). Іноземний член Академії наук СРСР (1988).

## Біографія
Паєрлс народився в Берліні в єврейській сім'ї. Навчався в університетах Берліна, Мюнхена та Лейпцига. Викладав у Цюрихському політехнікумі (1929—1932), потім переїхав до Англії, де вирішив залишитися після приходу Гітлера до влади в Німеччині (отримав британське громадянство в 1940 році). Працював у Манчестерському (1933—1935), Кембриджському (1935—1937), Бірмінгемському (1937—1963), Оксфордському (1963—1974), Вашингтонському університетах (1974—1977).
Під час Другої світової війни брав участь в Мангеттенському проєкті, часто відвідував Нью-Йорк і Лос-Аламос. Паєрлс був ініціатором запрошення в проєкт Клауса Фукса, який виявився радянським шпигуном. Згодом Паєрлс був активним учасником Пагвоського руху.
З 1931 року був одружений з Євгенією Каннегіссер, з якою познайомився в Ленінграді, мав від неї три дочки й одного сина.

## Наукова діяльність
Наукові праці Паєрлса присвячені квантовій механіці та квантовій електродинаміці, ядерній фізиці, фізиці твердого тіла, питанням магнетизму і математичної фізики. У 1929 році запропонував концепцію домішкової провідності напівпровідників (незалежно від Якова Френкеля). У 1931 році побудував квантову теорію теплопровідності неметалічних кристалів. Розробив загальну теорію діамагнетизму, вивчив особливості поведінки електронів в кристалах (спільно з Феліксом Блохом), ввів уявлення про проміжний стан надпровідників (спільно з Фріцем Лондоном), у 1933 році розвинув якісну теорію ефекту де Гааза — ван Альфвена. Розглянув рух дислокацій в кристалах і силу, що діє на них (сила Паєрлса — Набарро). Паєрлс вважається одним з піонерів теорії екситонів та сучасних уявлень про магнетизм.
У 1930 році разом з Львом Ландау проаналізував обмеження, що накладаються на квантове опис системи при обліку ефектів теорії відносності. Згодом займався розробкою теорії класичної електродинаміки, в тому числі нелокального типу (1954), питаннями теорії розсіювання.
У галузі ядерної фізики відомі роботи Паєрлса, проведені спільно з Гансом Бете, за теорією зворотного бета-розпаду і протон-нейтронного взаємодії (1934—1935). У 1939 році разом з Нільсом Бором і Георгом Плачеком досліджував механізм ядерних реакцій, індукованих нейтронами, на основі сформульованої ними оптичної теореми та уявлень про складене ядро. У 1940 році спільно з Отто Фрішем оцінив критичну масу урану-235, яка виявилася не настільки велика, як вважалося раніше. Цей результат був викладений у так званому «меморандумі Фріша — Паєрлса», який багато в чому ініціював широкомасштабні дослідження можливості створення ядерного озброєння. Паєрлс також брав участь в обчисленнях характеристик ланцюгових реакцій і розробці методів розділення ізотопів.

## Нагороди
- Орден Британської імперії (1946)
- Королівська медаль (1959)
- Медаль Лоренца (1962)
- Медаль імені Макса Планка (1963)
- Лицарство (1968)
- Премія Енріко Фермі (1980)
- Медаль Маттеуччі (1982)
- Медаль Коплі (1986)